# Trialeurodes abutiloneus
Trialeurodes abutiloneus là một loài côn trùng cánh nửa trong họ Aleyrodidae, phân họ Aleyrodinae.
Trialeurodes abutiloneus được Haldeman miêu tả khoa học đầu tiên năm 1850.